# Bernd Lange
Bernd Lange, né le 14 novembre 1955 à Oldenbourg, est un homme politique allemand, membre du parti social-démocrate d'Allemagne. Il est membre du Parlement européen de 1994 à 2004.
Depuis juillet 2009, il est à nouveau député européen, membre du groupe de l'Alliance progressiste des socialistes et démocrates au Parlement européen (S&D). Depuis juillet 2014, il est président de la Commission du commerce international.

## Biographie
Bernd Lange grandit à Varel. Il étudie la théologie protestante et les sciences politiques à l'Université de Göttingen, où il obtient un diplôme de théologie ainsi qu'un certificat de professeur en lycée. De 1983 à 1994, il travaille au lycée (gymnase) de Burgdorf. Entre 2004 et 2009, Bernd Lange dirige le département « Économie, environnement et Europe » de la fédération des syndicats allemands de Basse-Saxe.
Il est marié et père d'une fille.

## Parcours politique
Pendant ses deux premiers mandats au Parlement européen (1994-2004), Bernd Lange est membre titulaire de la commission Environnement et membre suppléant de la commission Industrie, Recherche et Énergie. Durant toute cette période, il s'implique particulièrement dans l'élaboration de la législation européenne de contrôle des émissions de gaz à effet de serre.
Depuis sa réélection en 2009, il est membre titulaire de la commission Commerce international et membre suppléant de la commission Environnement et membre suppléant de la commission Industrie, Recherche et Énergie. Il est aussi membre de la délégation interparlementaire pour les relations avec l'Afrique du Sud.
De 2000 à 2004, il copréside le Forum pour l'automobile et la société, une fonction qu'il occupe à nouveau depuis 2009.
Depuis juin 2010, il est rapporteur pour le Parlement européen sur la question de la politique industrielle européenne.
Depuis le 7 juillet 2014, il est président de la Commission du commerce international (INTA) au Parlement européen. Il est réélu dans ses fonctions, le 23 janvier 2017.

## Distinction
Bernd Lange a reçu la croix du Mérite de la République fédérale d'Allemagne.